# Transformador rotativo

Corte transversal de um simples transformador rotativo.

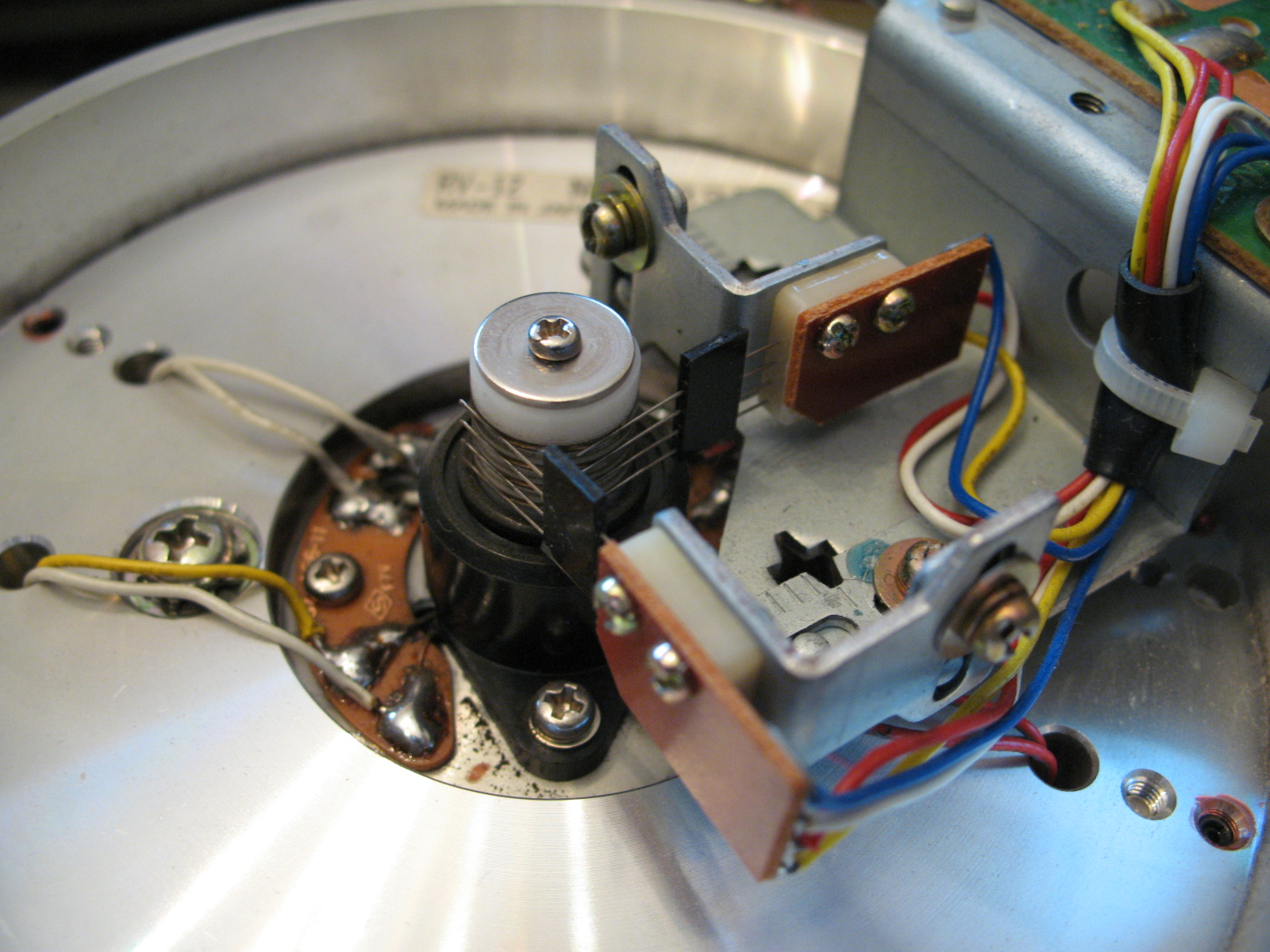
Antes do desenvolvimento do transformador rotativo, um anel deslizamento de coleta era utilizado, embora propensos a desenvolver o ruído no sinal devido à corrosão dos anéis coletores.

Um transformador rotativo (ou rotatório) é um especializado transformador usado para duplo sinais elétricos entre as duas peças que rodam umas em relação as outras. Elas tanto podem ser cilíndricos ou 'achatadas' em forma .
Anéis coletores podem ser usados para a mesma finalidade, mas eles estão sujeitos a atrito, desgaste, contato intermitente, e as limitações na velocidade de rotação que pode ser acomodado sem danos. O desgaste pode ser eliminado com um tanque de mercúrio  líquido em vez de um anel de contato contínuo, mas a toxicidade e lenta corrosão do mercúrio são problemáticas, e muito altas velocidades de rotação são difícil de alcançar novamente. Um transformador rotativo não tem nenhuma destas limitações.
Transformadores rotativos são construídos pelo giro do rolamento primário e secundário em metades separadas de um copo do núcleo; estes metades concêntricas viradas uma para a outra, com cada metade montado para uma das partes rotativas. O fluxo magnético fornece o acoplamento de metade do copo do núcleo para o outro através de um espaço de ar, proporcionando a mútua indutância que os pares de energia a partir do transformador principal para seu secundário .
Em sincros  sem escova, transformadores rotativos típicos (em pares) proporcionam maior vida útil do que anéis coletores. Estes transformadores rotativos tem um espaço de ar cilíndrico, em vez de um em forma de disco, entre rolamentos. O enrolamento do rotor é uma bobina em forma de um núcleo ferromagnético, com o enrolamento colocado como linha em um carretel. As flanges são os polos. O enrolamento do estator é um cilindro ferromagnético com o enrolamento no interior e pólos finais que são discos com orifícios, como arruelas.

## Usos
Transformadores rotativos são mais comumente usados em videocassete, bem como outras unidades de fita que utilizam cabeças giratórias para implementar varredura helicoidal, tais como aquelas usadas para backup em fita. Sinais devem ser acoplados a partir dos electrónicos do VCR ou outra unidade de fita para o movimento rápido da fita cabeças feita na cabeça do tambor de giro; um tansformador rotativo é ideal para essa finalidade. Mais VCR projetos necessitam de mais de um sinal para ser acoplado à cabeça do tambor. Neste caso, a copa do núcleo tem mais de um enrolamento concêntrico, isolado por partes indivíduais levantadas do núcleo. O transformador para a cabeça do cilindro, como mostrado à direita junta seis canais individuais.
Outro uso é para transmitir os sinais de torque de sensores rotativos instalados em motores elétricos, para permitir o controle eletrônico de velocidade do motor e do torque usando a retroalimentação.
Porque eles são transformadores, transformadores rotativos só pode passar correntes e sinais em CA, não DC. O apoio de componentes eletrônicos, incluindo os cabeçotes de fita ou sensores de torque, devem ser projetados para acomodar isso.